# 1405
1405 (MCDV) a fost un an comun al calendarului iulian, care a început într-o zi de joi.

## Nașteri
- 6 martie: Ioan al II-lea al Castiliei (d. 1454)
- 18 octombrie: Papa Pius al II-lea (n. Enea Silvio Piccolomini), (d. 1464)
- Skanderbeg (n. Gjorgi Kastrioti), conducător albanez considerat erou național (d. 1468)

## Decese
- 19 februarie: Timur Lenk  (n. 1336)
- dată necunoscută: Jefimija poetă sârbă (n. 1349)
- 11 noiembrie: Milica a Serbiei prințesă și poetă (1335-1405) (n. 1335)
- 29 mai: Philippe de Mézières  (n. 1327)